# Rezerwat przyrody Jeziora-Olszyny
Rezerwat przyrody Jeziora-Olszyny – leśny rezerwat przyrody utworzony w 1995 r. na terenie gminy Pniewy w powiecie grójeckim. Rezerwat znajduje się w dolinie rzeki Jeziorki, w sąsiedztwie wsi Jeziórka i Zarębowo.
Celem ochrony jest zachowanie ze względów naukowych i dydaktycznych naturalnego siedliska grądowego.